# I discorsi tuoi/Confessioni
I discorsi tuoi / Confessioni pubblicato nel 1976 è un 45 giri della cantante italiana Iva Zanicchi

## Tracce
Lato A
- I discorsi tuoi - 3:35 - (T. Negri - U. Balsamo)

Lato B
- Confessioni - 4:20 - (Malgioglio - Pieretti - I. Ianne - Lipari)